# Monocord

Monocordul este un instrument acustic realizat dintr-o cutie de rezonanță peste care este întinsă o coardă cu posibilitate de reglaj,cât și unul sau două dispozitive de scurtare a părții vibrante.În principiu acesta poate genera sunet având orice valoare ca frecvență în domeniul spectrului audio,în funcție de poziționarea dispozitivelor de scurtare a corzii vibrante. Se poate transpune astfel teoria  rapoartelor muzicale.